# Bagnols-les-Bains
Bagnols-les-Bains är en kommun i departementet Lozère i regionen Occitanien i södra Frankrike. Kommunen ligger i kantonen Le Bleymard som tillhör arrondissementet Mende. År 2018 hade Bagnols-les-Bains 216 invånare.

## Befolkningsutveckling
Antalet invånare i kommunen Bagnols-les-Bains
| Referens: INSEE |